# Havronți, Dîkanka
Havronți (în ucraineană Гавронці) este un sat în comuna Stasi din raionul Dîkanka, regiunea Poltava, Ucraina.

## Demografie
Componența lingvistică a localității Havronți
     Ucraineană (97,1%)
     Rusă (2,9%)
Conform recensământului din 2001, majoritatea populației localității Havronți era vorbitoare de ucraineană (97,1%), existând în minoritate și vorbitori de rusă (2,9%).